# Hapalosiphon
Hapalosiphon (хапалосифон) je род прокариотских, кончастих модрозелених бактерија (алги), који припада реду Stigonematales. Ћелије у кончастим телима међусобно комуницирају преко плазмодезми. Између вегетативних ћелија налазе се хетероцисте. Расту у облику растреситих или јастучастих жбунова. Углавном имају по један низ ћелија у главном концу и увек по само по један низ у бочним концима. Талус им је причвршћен за супстрат, а током развића може се десити да се ослободи и плута у метафитону. Размножавају се хормогонијама.
Врсте овога рода имају и позитиван значај за човека: представљају примарне продуценте органских материја у води, а вршећи фотосинтезу везују угљен-диоксид и ослобађају кисеоник.

## Врсте
| Валидне врсте побројане на Порталу класификације сајта : | Валидне врсте побројане на Порталу класификације сајта : | Валидне врсте побројане на Порталу класификације сајта : |
| -------------------------------------------------------- | -------------------------------------------------------- | -------------------------------------------------------- |
|                                                          |                                                          |                                                          |

## Spoljašnje veze
- Слике (језик: енглески)